# Bilbeis
Bilbeis (Arabisch: بلبيس) is een stad in Beneden-Egypte, in het oostelijke deel van de delta van de Nijl, een oude met fort versterkte stad in het gouvernement Ash Sharqiyah. In de periode van het kalifaat van de Fatimiden speelde de stad een belangrijke politieke rol die meermaals werd heroverd op de tegenpartij door de kruisvaarders van koning Amalrik I van Jeruzalem enerzijds en de Fatimiden-dynastie anderzijds.
Het inwonertal bedroeg bij de census van 2006 meer dan 135.000 personen. De stad ligt 50 kilometer ten noordoosten van Caïro, halfweg de historische route langs de oostelijke Nijldeltaoever naar Ismaïlia. De stad ligt zo'n 25 km ten zuiden van de gouvernementshoofdstad Zagazig.

## Geschiedenis van Bilbeis
Amalrik I van Jeruzalem leidde de kruisvaarders een eerste maal naar Egypte in 1163. Daar was de vizier van Egypte, Shawar net uit zijn functie gezet en vervangen door vizier Dirgham. Deze laatste ging de strijd aan met Almarik, werd teruggeslagen en trok zich terug in Bilbeis dat door de natuurlijke verdedigingslinie van de Nijldelta en de versteviging toeliet de eerste aanval van Almarik af te slaan. Shawar zocht bescherming bij de Syrische gouverneur Nur ad-Din en betrok deze mee in te strijd. De Syrische generaal Asad ad-Din Shirkuh werd met Shawar mee naar Egypte gestuurd. Nur ad-Din had goede hoop dat een Syrisch-Egyptisch verbond de verovering van Jeruzalem kon mogelijk maken. Shirkuh schakelde Dirgham uit en vermoordde hem, Shawar werd terug geïnstalleerd als vizier van Egypte maar eigenlijk enkel in naam want de echte heerser van Egypte was Shirkuh. Shawar accepteerde dit niet en zocht steun bij Almarik van Jeruzalem. Almarik en Shawar trokken in 1164 samen ten strijde tegen Shirkuh die zich in Bilbeis had gevestigd. Het tweede beleg van Bilbeis in twee jaar tijd, weliswaar afgebroken doordat Almarik zijn troepen elders moest inzetten, leidde toch na drie maanden in het beleg tot het vertrek van Shirkuh uit Egypte. Shawar kon Egypte terug leidden, evenwel in 1166 terug in een strijd van de Fatimiden van Shawar en de kruisvaarders van Almarik tegen de Syrische troepen van Shirkuh. In 1168 verbrak Almarik de alliantie met Shawar en trok Almarik terug ten strijde bij een herovering van Bilbeis, waarbij een wrede slachting van de stadsbevolking volgde wat Almarik de steun van de  Koptische christenen in Egypte kostte. Shawar zocht terug de alliantie met Shirkuh en keerde zich in de strijd tegen Almarik. Shirkuh vermoordde Shawar en werd zelf visier van Egypte, evenwel slechts voor enkele maanden waarna hij zelf stierf. Shirkuh werd opgevolgd door zijn neef Saladin. Almarik trok zich terug uit Egypte en Bilbeis kwam in handen van de Ajjoebiden-dynastie.
In 1798 werden de vestingsbouwwerken in opdracht van Napoleon Bonaparte terug heropgebouwd.
De Sadat Quraish moskee in de stad is volgens sommige historici de oudste moskee van Egypte en Afrika. De rechthoekige moskee is door drie rijen van marmeren zuilen verdeeld in vier gangen.